# Eugene Meyer
Eugene Isaac Meyer (Los Angeles, 31 ottobre 1875 – Mount Kisco, 17 luglio 1959) è stato un banchiere e editore statunitense, già 5º Presidente della Federal Reserve dal 1930 al 1933 e 1º Presidente della Banca Mondiale dal giugno al dicembre 1946. Meyer pubblicò The Washington Post dal 1933 al 1946 e il giornale rimase nella sua famiglia per tutto il resto del XX secolo. Sua figlia, Katharine Graham, prese il Post nel 1963 e ne rimase il titolare fino alla sua morte nel 2001.

## Biografia
Meyer nacque in una famiglia ebrea a Los Angeles, California, discendente da una lunga stirpe di rabbini e leader civici. Crebbe a San Francisco e frequentò il college dall'altra parte della baia, al Joseph Newmark. Sua madre Herriet (nata Newmark)  era la figlia di Marc Eugene Meyer. Aveva 7 fratelli. Abbandonò gli studi dopo un anno all'Università della California, Berkeley, e successivamente si iscrisse all'Università di Yale conseguendo una laurea nel 1895.

## Carriera
Dopo l'università, Meyer andò a lavorare per Lazard Frères, dove suo padre era socio, ma lasciò nel 1901 dopo quattro anni e si mise da solo. Era un investitore e speculatore di successo e possedeva un posto alla Borsa di New York. Sposò Agnes Elizabeth Ernst, luterana, nel 1910; ebbero cinque figli, inclusa la futura Katharine Graham, e un'altra figlia, Florence Meyer (signora Oskar Homolka). Nel 1915, quando aveva quarant'anni, valeva 40 milioni di dollari.
Nel 1920, Meyer collaborò con William H. Nichols della General Chemical per realizzare un'azienda chimica più grande e migliore. Meyer e Nichols unirono cinque aziende chimiche più piccole per creare la Allied Chemical & Dye Corporation, divenuta poi Allied Chemical Corp., che a sua volta entrò a far parte di AlliedSignal, precursore di Honeywell nell'attività di materiali speciali. Entrambi gli uomini hanno edifici che portano il loro nome presso la sede centrale di Honeywell Morris Plains, nel New Jersey.

### Presidente della Federal Reserve
Meyer andò a Washington, durante la prima guerra mondiale come "uomo da un dollaro all'anno"; (il suo stipendio simbolico) per Woodrow Wilson, diventando il capo della War Finance Corporation e prestando servizio molto tempo dopo la fine delle ostilità. Il presidente Calvin Coolidge lo nominò presidente del Federal Farm Loan Board nel 1927.
Herbert Hoover lo ha promosso a Presidente del Consiglio della Federal Reserve nel 1930. Assunse un ulteriore incarico semestrale nel 1932 come capo della nuova "Reconstruction Finance Corporation", che era il tentativo fallito di aiutare le imprese fornendo prestiti alle imprese. Dopo che Franklin D. Roosevelt divenne presidente, Meyer rassegnò le dimissioni dalla Fed il 10 maggio 1933.
Meyer fu criticato come presidente della Fed per non aver attaccato la catastrofe economica dei primi anni '30 con stimoli monetari, permettendo così alla crisi bancaria di sfuggire di mano e aggravando il collasso economico. Uno dei suoi più grandi critici dell'epoca condannò Meyer insieme a J. P. Morgan, Andrew Mellon e Ogden Mill definendoli come i Quattro cavalieri dell'Apocalisse. I critici più recenti includono il premio Nobel Milton Friedman e la sua collega economista Anna Schwartz che, nel loro libro fondamentale A Monetary History of the United States, ha avanzato la tesi secondo cui la Fed avrebbe potuto ridurre la gravità della Depressione, ma non è riuscita a esercitare il suo ruolo di gestione del sistema monetario e di attenuazione del panico bancario.